# Tito Pullone
Tito Pullone (latino: Titus Pullo; fl. I secolo a.C.) è stato un centurione romano.

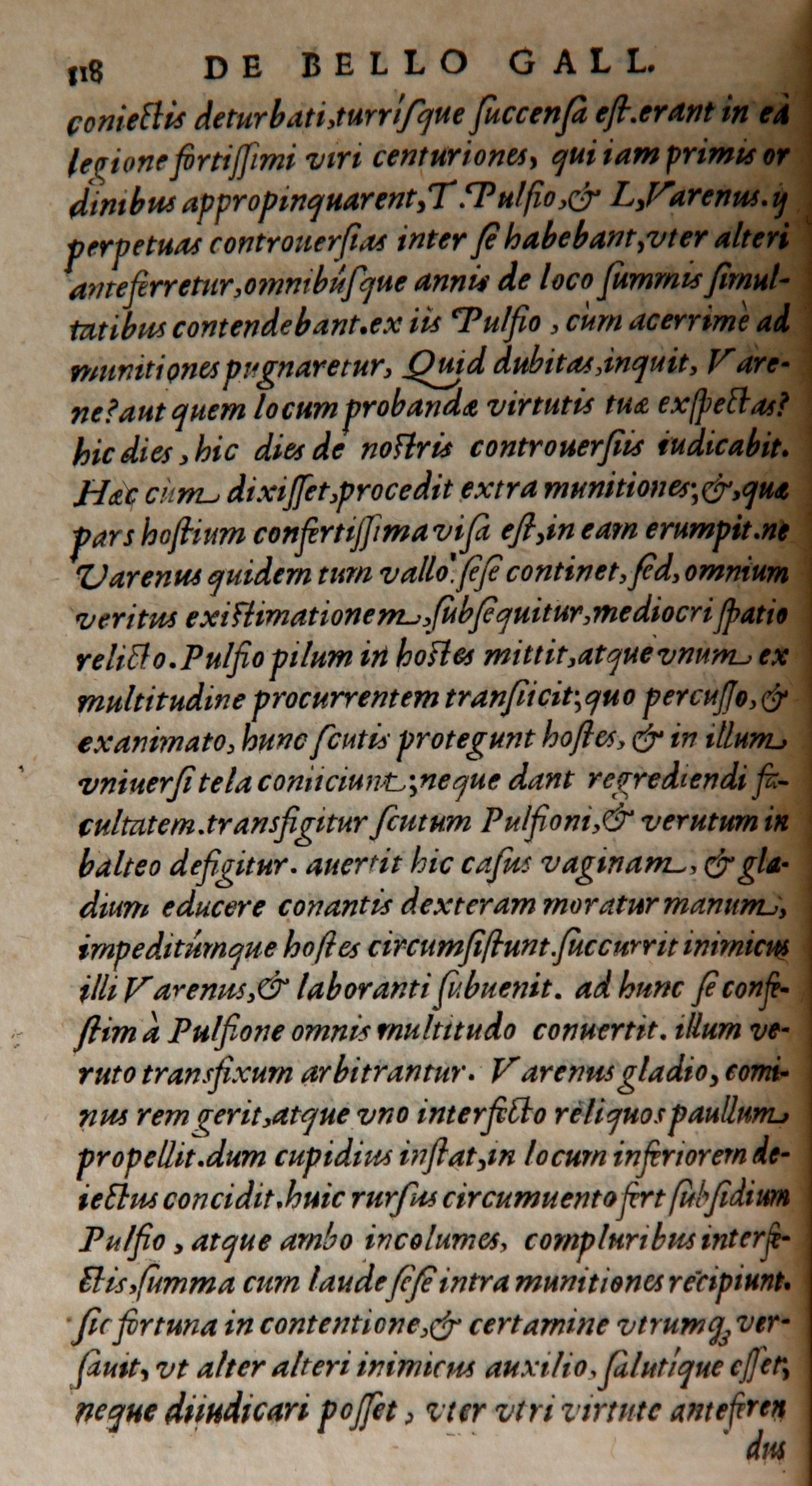
Pagina 118 del de Bello Gallico di Giulio Cesare

Pullone è citato da Giulio Cesare nel suo Commentarii de bello Gallico, che racconta come fosse un centurione della Legio XIII durante la guerra in Gallia. Cesare lo descrive in perenne competizione con Lucio Voreno per raggiungere per primo la promozione ai gradi più elevati. Entrambi si distinsero nel 54 a.C., quando i Nervi attaccarono la legione sotto Quinto Cicerone.
Successivamente, allo scoppio della guerra civile nel 49 a.C., Pullone fu assegnato alla Legio XXIV, dove convinse molti compagni a passare dalla parte di Gneo Pompeo Magno, col quale combatté anche nella battaglia di Farsalo.
Appare come personaggio romanzato nella serie televisiva Roma, e come protagonista insieme a Lucio Voreno nel romanzo di Andrea Frediani I due centurioni.
(Gaio Giulio Cesare, De Bello Gallico, V, 44.)